# シティプロモーション

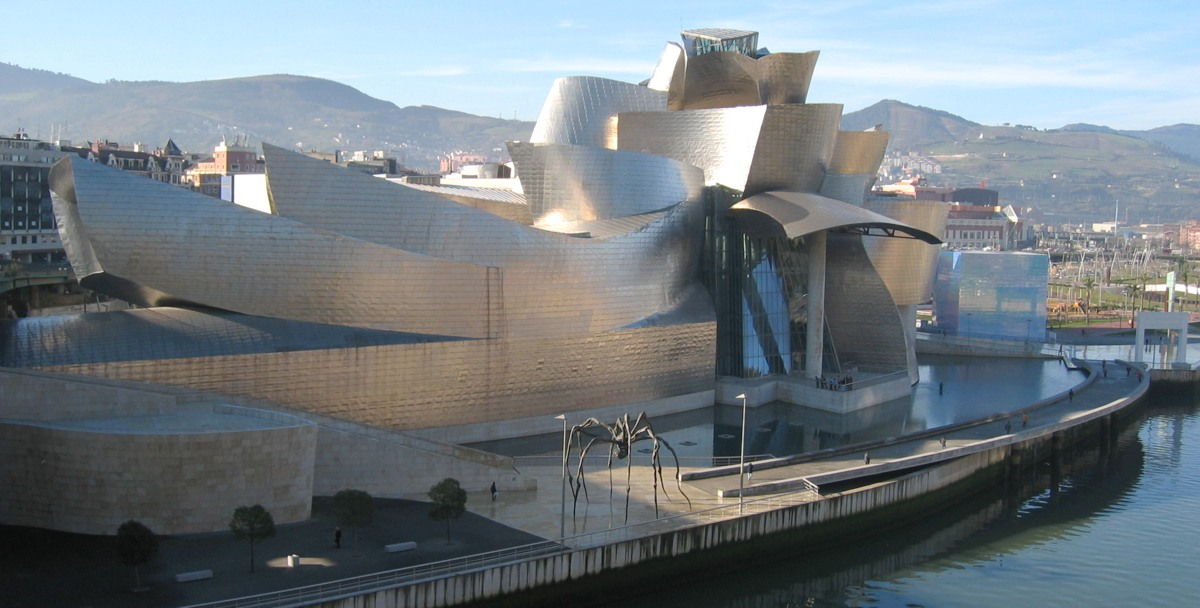
グッゲンハイム美術館はスペイン・ビルバオのシティプロモーションの事例である。

シティプロモーション（英語: city promotion）またはシティマーケティング（英語: city marketing）は、都市や都市内の地区で行われる特定の活動を推進する目的で実施するプロモーション。関連する言葉にシティブランディング（英語: city branding）がある。観光の促進、国内での移住者の誘引、企業誘致のために都市の対外的なイメージを変えるために行われる。特徴的な点として、新たなランドマーク、フラッグシップ、建築物、構造物を開発する。市場性のある商品としての都市の開発は、対内投資と政府の資金を呼び込むために都市間競争をもたらした。しばしばオリンピックのような国際的スポーツイベントの誘致が試みられる。グローバリゼーションの影響で、都市間競争は地域、国内、世界レベルで存在する。
都市の中には特定のブランドと関係するところがあり、相互に関連し合うが、商業ブランドが都市ブランドを上回るほど強力である場合もある。その実例がイタリアのマラネッロであり、フェラーリの本社所在地という点が観光客が最初に魅了する要素となっている。
シティプロモーションは戦略的ないし有機的に行われうる。戦略的な例としてアメリカのラスベガス・バレーがある。同市は文化的・経済的なボーナスを得るという戦略的意図をもち、さまざまな努力を行っている。有機的な例としてイスラエルのエルサレムがある。同市は何世紀にもわたってまとまりのないステークホルダーたちが都市の名声を高め、聖地巡礼を促進し、文化的・経済的なボーナスを生み出してきたため、主だった戦略なしにプロモーションが行われてきた。両事例はどちらもシティプロモーションであるが、戦略的および有機的な関与が異なる。一般に、戦略的なプロモーションだけで都市イメージを構築することは困難であるため、有機的なプロモーションは戦略的なプロモーションと並行して実施される。
スコット・カトリップによれば、「最初に行われた、あるいは最初期に行われた自治体プロモーションプログラム」は、1896年にアメリカ・シアトルでエラストゥス・ブレイナードによって行われた。当時のシアトルはクロンダイク・ゴールドラッシュによりポートランドやカナダのビクトリアとの間で都市間競争にさらされ、商工会議所内に広報局を設置した。
成功を収めたマーケティング活動と同様に、都市はアイデンティティとメッセージが効果的に伝わるように長期計画に基づいていなければならない。ステークホルダーの間での共有されたビジョンは都市のイメージにとって、まとまった包括的な戦略の発展の助けとなるであろう。

## シティブランズインデックス
シティブランズインデックス（英語: The City Brands Index）は、50都市を6つの指標（存在感：presence、場所：place、潜在力：potential、動向：pulse、住民：people、必要条件：prerequisites）で順位付けしたもので、半年に1度発表される。2015年のレポートでは、パリが首位となり、以下、ロンドン、ニューヨーク、シドニー、ロサンゼルスと続いた。